# Steve Souza

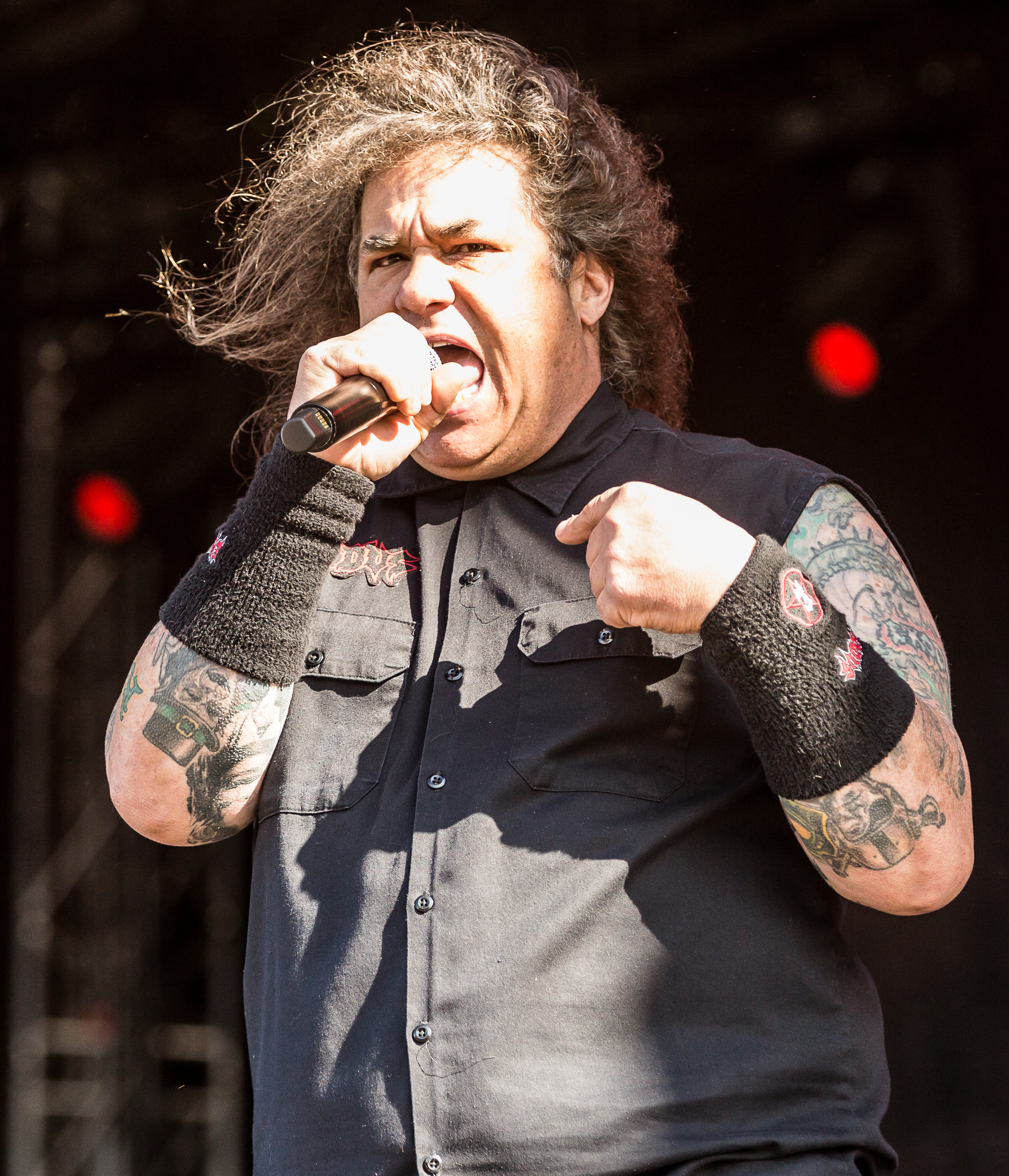
Steve Souza, 2018

Steve „Zetro“ Souza (* 24. März 1964) ist ein US-amerikanischer Metal-Sänger. Er ist Mitglied der Bands  Dublin Death Patrol und Hatriot. Zuvor war er im Testament-Vorläufer Legacy und bei der Metal-Band Exodus aktiv.

## Werdegang
Souza wurde 1983 Sänger der Band Legacy. Er sang zwei Jahre später das Demo First Strike is Deadly ein, wechselte aber kurz darauf zur Band Exodus, weil er sich dort bessere Chancen erhoffte. Dort wurde er Nachfolger von Paul Baloff, der zuvor bei Exodus gefeuert wurde. Auf Souzas Empfehlung wurde Chuck Billy neuer Sänger bei Legacy, die sich später in Testament umbenannten. Da Baloff bei den Fans äußerst beliebt war, hatte Souza zunächst einen schweren Stand und wurde bei den ersten Konzerten teilweise mit Bierflaschen beworfen. Für Exodus sang Souza auf vier Studioalben, bevor sich die Band 1992 auflöste.
Souza kehrte dem Musikgeschäft den Rücken und begann eine berufliche Umschulung und arbeitete später als Vorarbeiter in einer Firma, die Sicherheitstüren installiert. Im Jahre 2001 reformierten sich Exodus ein zweites Mal mit Baloff als Sänger. Nachdem Baloff jedoch ein Jahr später an den Folgen eines Schlaganfalls gestorben war, kehrte Souza zu Exodus zurück und sang das Album Tempo of the Damned ein. Nach bandinternen Streitigkeiten wurde Souza Mitte 2005 gefeuert und durch Rob Dukes ersetzt. Seit Juni 2014 singt Steve Souza wieder bei Exodus.
Zusammen mit Chuck Billy gründete Souza die Band Dublin Death Patrol, die bislang zwei Studioalben veröffentlichten. Im Jahre 2009 sang er auf dem Album Soverign der kanadischen Band Tenet. Zwei Jahre später gründete Souza zusammen mit dem Gitarristen Kosta Vavratakis die Band Hatriot, in der mittlerweile auch Souzas Söhne Cody und Nicholas spielen.

## Diskografie
| mit Exodus - 1987: Pleasures of the Flesh - 1989: Fabulous Disaster - 1990: Impact Is Imminent - 1992: Force of Habit - 2004: Tempo of the Damned - 2014: Blood In, Blood Out - 2021: Persona Non Grata | mit Dublin Death Patrol - siehe Dublin Death Patrol#Diskografie mit Hatriot - siehe Hatriot#Diskografie | mit Tenet - 2009: Soverign mit Legacy - 1985: Demo:1 |